# Dreifaltigkeitskirche (Vražogrnac)
Die Dreifaltigkeitskirche (serbisch: Црква Свете Тројице/ Crkva Svete Trojice) ist eine serbisch-orthodoxe Kirche im zur Opština Zaječar (Gemeinde Zaječar) gehörenden Dorf Vražogrnac.
Die der Heiligen Dreifaltigkeit geweihte Kirche wurde wahrscheinlich zwischen 1887 und 1893 erbaut, das Baudatum ist nicht gesichert.
Die Kirche ist die Pfarrkirche der Pfarrei Vražogrnac-Rgotina im Dekanat Zaječar der Eparchie Timok der Serbisch-Orthodoxen Kirche. Zur Pfarrei gehören die Dörfer: Vražogrnac, Nikoličevo, Koprivnica, Rgotina, Trnavac, Jelašnica und Čokonjar. Derzeitiger Priester der Pfarrei ist Slaviša Vidović. 

## Lage
Das Gotteshaus steht im Dorfzentrum. Nahe der Kirche befinden sich das Postgebäude sowie der Hauptplatz. Im umzäunten Kirchhof steht ein Denkmal für die gefallenen serbischen Soldaten aus den Kriegen von 1912–1918.

## Geschichte und Architektur
Aus der im Inneren zur Altarseite stehenden Erinnerungstafel aus dem Jahre 1899 ist zu entnehmen, dass die Kirche zur Zeit des serbischen Königs Aleksandar (Obrenović) erbaut wurde. 
Die Kirche wurde nach dem Entwurf des Architekten Dušan Živanović aus dem Jahre 1887, im Stil der Hansenatik (Neobyzantinismus) mit den Dimensionen 14 × 10 m erbaut. Sie weist eine gewisse Ähnlichkeit zur Kathedrale Hl. Georg in Kruševac auf. Großen Einfluss auf den Kirchenbau hatte der Dorfpriester Jeremije Rašić. Am Kirchenbau waren alle Dorfbewohner beteiligt, vor allem Milenko Pavlović und Jevrem Popović. 
Die Kirche wurde am 16. Mai 1893 vom damaligen Bischof der Eparchie Timok Melentije (Vujić), unter Assistenz von Jeremije Rašić und in Anwesenheit des Gemeindepräsidenten Petar Pavlović feierlich eingeweiht. 
Der Grundriss der Kirche ist ein Griechisches Kreuz mit einer großen Rundkuppel über der Kreuzung der Seitenarme des Kirchenschiffs und einer Altar-Apsis an der Ostseite. Neben der Kirche steht ein freistehender hoher Kirchturm. Über dem Westeingang der Kirche befindet sich eine Patronatsikone der Hl. Dreifaltigkeit. 
Die Ikonostase, Ikonen und die Fresken im Stil des Klassizismus schuf der aus Knjaževac stammende Maler Milisav Marković. Die hölzerne Ikonostase ist so übermalt worden, dass sie verschiedene Marmorarten imitiert.